# Інсайдерська інформація
Інсайдерська інформація — неоприлюднена інформація про емітента, його цінні папери та похідні (деривативи), що перебувають в обігу на фондовій біржі, або правочини щодо них, у разі якщо оприлюднення такої інформації може істотно вплинути на вартість цінних паперів та похідних (деривативів), та яка підлягає оприлюдненню відповідно до вимог законодавства.

## Заборона використання інсайдерської інформації
Стаття 45 Закону України "Про цінні папери та фондовий ринок" передбачає, що особі яка володіє інсайдерською інформацією забороняється:
- вчиняти з використанням інсайдерської інформації на власну користь або на користь інших осіб правочини, спрямовані на придбання або відчуження цінних паперів та похідних (деривативів), яких стосується інсайдерська інформація, до моменту оприлюднення такої інформації;
- передавати інсайдерську інформацію або надавати доступ до неї іншим особам, крім розкриття інформації в межах виконання професійних, трудових або службових обов'язків та в інших випадках, передбачених законодавством;
- давати будь-якій особі рекомендації стосовно придбання або відчуження цінних паперів та похідних (деривативів), щодо яких він володіє інсайдерською інформацією, до моменту оприлюднення такої інформації.

Фондова біржа повинна повідомити Національну комісію з цінних паперів та фондового ринку про операції з цінними паперами та/або похідними (деривативами), які здійснюються на такій фондовій біржі, у разі, якщо існує підозра в тому, що під час здійснення таких операцій використовується або може бути використана інсайдерська інформація.

## Відповідальність за порушення законодавства

###### Адміністративне право
Згідно статті 163-9 Кодексу України про адміністративні правопорушення умисне незаконне розголошення, передача або надання доступу до інсайдерської інформації, а так само надання з використанням такої інформації рекомендацій стосовно придбання або відчуження цінних паперів чи похідних (деривативів), а також вчинення з використанням інсайдерської інформації на власну користь або на користь інших осіб правочинів, спрямованих на придбання або відчуження цінних паперів чи похідних (деривативів), яких стосується інсайдерська інформація, - тягне за собою накладення штрафу від 500 до 750 неоподатковуваних мінімумів доходів громадян.

###### Кримінальне право
В статті 232-1 Кримінального кодексу України зазначено, що умисне незаконне розголошення, передача або надання доступу до інсайдерської інформації, а так само надання з використанням такої інформації рекомендацій стосовно придбання або відчуження цінних паперів чи похідних (деривативів), якщо це призвело до отримання особою, яка вчинила зазначені дії, чи третіми особами необґрунтованого прибутку в значному розмірі, або уникнення учасником фондового ринку чи третіми особами значних збитків, або якщо це заподіяло значну шкоду охоронюваним законом правам, свободам та інтересам окремих громадян або державним чи громадським інтересам, або інтересам юридичних осіб, -караються штрафом від 750 до 2000 неоподатковуваних мінімумів доходів громадян, з позбавленням права обіймати певні посади або займатися певною діяльністю на строк до 3 років або без такого.
Вчинення з використанням інсайдерської інформації на власну користь або на користь інших осіб правочинів, спрямованих на придбання або відчуження цінних паперів чи похідних (деривативів), яких стосується інсайдерська інформація, якщо це призвело до отримання особою, яка вчинила зазначені дії, чи третіми особами необґрунтованого прибутку в значному розмірі, або уникнення учасником фондового ринку чи третіми особами значних збитків, або якщо це заподіяло значну шкоду охоронюваним законом правам, свободам та інтересам окремих громадян або державним чи громадським інтересам, або інтересам юридичних осіб, - караються штрафом від 3000 до 5000 неоподатковуваних мінімумів доходів громадян з позбавленням права обіймати певні посади або займатися певною діяльністю на строк до 3 років або без такого.
Під особами, які вчинили такі дії, розуміються: посадові особи емітента, у тому числі ті, які були посадовими особами емітента на момент ознайомлення з інсайдерською інформацією; особи, які мають доступ до інсайдерської інформації у зв'язку з виконанням ними трудових (службових) обов'язків або договірних зобов'язань незалежно від відносин з емітентом, у тому числі співробітники професійних учасників фондового ринку; державні службовці, яким відома інсайдерська інформація внаслідок виконання ними посадових (службових) обов'язків; особи, які ознайомилися з інсайдерською інформацією неправомірним шляхом; аудитори, нотаріуси, експерти, оцінювачі, арбітражні керуючі або інші особи, які виконують надані законом публічні повноваження.